# Saint-Lambert (Calvados)
Saint-Lambert – miejscowość i gmina we Francji, w regionie Normandia, w departamencie Calvados.
Według danych na rok 1990 gminę zamieszkiwało 219 osób, a gęstość zaludnienia wynosiła 29 osób/km² (wśród 1815 gmin Dolnej Normandii Saint-Lambert plasuje się na 669. miejscu pod względem liczby ludności, natomiast pod względem powierzchni na miejscu 678.).